# Li Xiaopeng (calciatore)
Li Xiaopeng (李霄鵬T, 李霄鹏S, Lǐ XiāopéngP; Qingdao, 20 giugno 1975) è un allenatore di calcio ed ex calciatore cinese, di ruolo centrocampista, tecnico del Qingdao Hainiu.

## Palmarès

### Giocatore

#### Competizioni nazionali
- Campionato cinese: 1

Shandong Luneng: 1999

### Allenatore

#### Competizioni nazionali
- Coppa della Cina: 1

Shandong Luneng: 2020